# Lăpușna (okręg Marusza)
Lăpușna – wieś w Rumunii, w okręgu Marusza, w gminie Ibănești. W 2011 roku pozostawała niezamieszkana.